# Augstbach
Augstbach är ett vattendrag i Österrike.   Det ligger i förbundslandet Steiermark, i den centrala delen av landet, 210 kilometer väster om huvudstaden Wien. Augstbach ligger vid sjön Altausseer See.
I omgivningarna runt Augstbach växer i huvudsak blandskog. Runt Augstbach är det ganska glesbefolkat, med 25 invånare per kvadratkilometer.